# USS Rhodes (DE-384)
USS Rhodes (DE-384/DER-384) là một tàu hộ tống khu trục lớp Edsall từng phục vụ cùng Hải quân Hoa Kỳ trong Chiến tranh Thế giới thứ hai. Nó là chiếc tàu chiến duy nhất của Hải quân Hoa Kỳ được đặt cái tên này, theo tên Trung úy Hải quân Allison Phidel Rhodes (1919-1942), người từng phục vụ trên tàu tuần dương hạng nhẹ Atlanta (CL-51) và đã tử trận trong trận Hải chiến Guadalcanal vào ngày 13 tháng 11, 1942. Nó đã phục vụ cho đến khi chiến tranh kết thúc, xuất biên chế năm 1946, rồi được xếp lại lớp như một tàu hộ tống khu trục cột mốc radar DER-384 để tiếp tục phục vụ từ năm 1955 đến năm 1963. Con tàu cuối cùng bị bán để tháo dỡ vào năm 1975. Rhodes được tặng thưởng một Ngôi sao Chiến trận do thành tích phục vụ trong Thế Chiến II.

## Thiết kế và chế tạo
Lớp Edsall có thiết kế hầu như tương tự với lớp Cannon dẫn trước; khác biệt chủ yếu là ở hệ thống động lực Kiểu FMR do được trang bị động cơ diesel Fairbanks-Morse dẫn động qua hộp số giảm tốc đến trục chân vịt. Đây là cấu hình động cơ được áp dụng rộng rãi trên tàu ngầm, được chứng tỏ là có độ tin cậy cao hơn so với lớp Cannon.
Vũ khí trang bị bao gồm ba pháo 3 in (76 mm)/50 cal trên tháp pháo nòng đơn có thể đối hạm hoặc phòng không, một khẩu đội pháo phòng không Bofors 40 mm nòng đôi và tám pháo phòng không Oerlikon 20 mm. Vũ khí chống ngầm bao gồm một dàn súng cối chống tàu ngầm Hedgehog Mk. 10 (có 24 nòng và mang theo 144 quả đạn); hai đường ray Mk. 9 và tám máy phóng K3 Mk. 6 để thả mìn sâu. Con tàu vẫn giữ lại ba ống phóng ngư lôi Mark 15 21 inch (533 mm), và được trang bị radar SC dò tìm không trung và mặt biển. Thủy thủ đoàn đầy đủ bao gồm 186 sĩ quan và thủy thủ.
Rhodes được đặt lườn tại xưởng tàu của hãng Brown Shipbuilding ở Houston, Texas vào ngày 19 tháng 4, 1943. Nó được hạ thủy vào ngày 29 tháng 6, 1943, được đỡ đầu bởi bà C. E. Rhodes, mẹ của Trung úy Rhodes, và nhập biên chế cùng Hải quân Hoa Kỳ vào ngày 25 tháng 10, 1943 dưới quyền chỉ huy của Hạm trưởng, Thiếu tá Tuần duyên Eugene Auguste Coffin, Jr.

## Lịch sử hoạt động

### 1943 - 1946
Sau khi hoàn tất việc chạy thử máy huấn luyện tại khu vực Bermuda, với một thủy thủ đoàn toàn nhân sự thuộc lực lượng Tuần duyên Hoa Kỳ, Rhodes gia nhập Đội hộ tống 23 và lên đường đi Norfolk, Virginia. Nó đi đến New York để hộ tống một đoàn tàu vận tải hướng sang Norfolk. Từ ngày 2 tháng 1, 1944, nó phục vụ như tàu huấn luyện dành cho thủy thủ đoàn các tàu hộ tống khu trục trong tương lai. Đến ngày 13 tháng 1, nó khởi hành để hộ tống cho Đoàn tàu UGS-30 vượt Đại Tây Dương hướng đến Gibraltar, nơi đoàn tàu vận tải được chuyển giao cho các tàu chiến của Hải quân Hoàng gia Anh. Quay trở về vào ngày 23 tháng 2, nó lại khởi hành từ Norfolk vào ngày 13 tháng 3 để cùng Đoàn tàu UGS-36 bao gồm 98 tàu buôn đi sang Bizerte, Tunisia.
Vào sáng sớm ngày 1 tháng 4, tại vị trí khoảng 56 mi (90 km) về phía Tây Algiers, đoàn tàu của Rhodes bị máy bay ném bom của Không quân Đức tấn công. Năm máy bay đối phương đã bị hỏa lực phòng không của các tàu hộ tống bắn rơi; tàu Liberty SS Jared Ingersoll bị đánh trúng và bốc cháy, nhưng vẫn nổi được và được kéo đến cảng Oran. Đoàn tàu UGS-36 đi đến Bizerte vào ngày 3 tháng 4, rồi khởi hành vào ngày 11 tháng 4 cho chặng quay trở về, và về đến New York vào ngày 2 tháng 5.
Sau khi được bảo trì và thực hành huấn luyện tại khu vực Casco Bay, Maine, Rhodes lại lên đường cho một chuyến hộ tống vận tải khác đi sang Bizerte. Hoàn tất chuyến đi tại Boston, Massachusetts vào ngày 11 tháng 7, con tàu chuyển sang phục vụ hộ tống vận tải trên tuyến đường vượt Bắc Đại Tây Dương, và cho đến tháng 5, 1945 đã tiếp tục hộ tống sáu đoàn tàu vận tải đi sang các cảng Anh và Pháp.
Sau khi chiến tranh kết thúc tại Châu Âu, Rhodes chuẩn bị để được điều động sang khu vực Mặt trận Thái Bình Dương. Nó băng qua kênh đào Panama vào ngày 18 tháng 6, và ghé đến San Francisco, California trước khi tiếp tục hướng sang vùng biển Alaska, đi đến Adak vào ngày 8 tháng 7. Con tàu trình diện để phục vụ cùng Tư lệnh Tiền phương biển Alaska, và hoạt động như một tàu hộ tống và tìm kiếm giải cứu, rồi tách ra một tuần sau đó để gia nhập Lực lượng Đặc nhiệm 92 cho chiến dịch càn quét tàu bè đối phương tại khu vực biển Okhotsk và bắn phá quần đảo Kuril từ ngày 15 đến ngày 21 tháng 7. Nó tiếp tục phục vụ cùng Tư lệnh Tiền phương biển Alaska tại khu vực quần đảo Aleut cho đến khi Nhật Bản chấp nhận đầu hàng vào ngày 15 tháng 8, giúp chấm dứt vĩnh viễn cuộc xung đột.
Lên đường đi Okinawa vào giữa tháng 11, Rhodes đi đến vịnh Buckner vào ngày 25 tháng 11, nơi nó gia nhập Đệ Thất hạm đội. Sang tháng 12, nó khởi hành đi sang Thanh Đảo, Trung Quốc để hỗ trợ cho hoạt động của lực lượng chiếm đóng cho đến ngày 11 tháng 2, 1946, khi nó lên đường quay trở về vùng bờ Đông Hoa Kỳ. Băng qua kênh đào Panama vào ngày 19 tháng 3, nó về đến Charleston, South Carolina vào ngày 25 tháng 3, nơi nó bắt đầu được chuẩn bị để ngừng hoạt động. Con tàu chuyển đến Green Cove Springs, Florida vào tháng 4, rồi được cho xuất biên chế tại đây vào ngày 13 tháng 6, 1946, và được đưa về Hạm đội Dự bị Đại Tây Dương.

### 1955 - 1963
Dự định được cải biến thành một tàu hộ tống khu trục cột mốc radar, Rhodes đi đến Norfolk, Virginia để được đại tu và hiện đại hóa, rồi được xếp lại lớp và mang ký hiệu lườn mới DER-384 vào ngày 1 tháng 12, 1954. Nó được tái biên chế trở lại vào ngày 1 tháng 8, 1955 dưới quyền chỉ huy của Hạm trưởng, Thiếu tá Hải quân Wilbur Gordon Sherwood.
Gia nhập Hải đội Hộ tống 15 trực thuộc Hạm đội Đại Tây Dương vào ngày 12 tháng 9, 1955, Rhodes thực hành huấn luyện tại vùng biển Caribe cho đến cuối tháng 11, rồi quay trở về Norfolk, Virginia và ở lại đây cho đến đầu năm 1956. Đi đến cảng nhà mới Newport, Rhode Island vào ngày 10 tháng 1, nó bắt đầu phục vụ suốt tám năm tiếp theo như cột mốc radar trong Đường cảnh báo sớm từ xa - (DEW: Distant Early Warning) Line - nhằm cảnh báo sớm khả năng bị máy bay ném bom chiến lược hay tên lửa đạn đạo đối phương tấn công đến Bắc Mỹ. Con tàu được bố trí đến nhiều trạm tuần tra suốt hàng rào Đại Tây Dương, trải dài từ Argentia, Newfoundland cho đến khu vực quần đảo Azores, xen kẻ những lượt tuần tra với các giai đoạn được bảo trì và huấn luyện. Nó cũng từng tham gia cùng lực lượng hải quân thực thi phong tỏa Cuba vào tháng 10-tháng 11, 1962, nhân vụ Khủng hoảng tên lửa Cuba.
Đi đến Philadelphia, Pennsylvania vào tháng 4, 1963, Rhodes một lần nữa lại được chuẩn bị để ngừng hoạt động. Nó được cho xuất biên chế lần sau cùng vào ngày 10 tháng 7, 1963, được rút tên khỏi danh sách Đăng bạ Hải quân vào ngày 1 tháng 8, 1974, và cuối cùng bị bán cho hãng Union Minerals and Alloys Corp. tại New York để tháo dỡ vào ngày 1 tháng 3, 1975.

## Phần thưởng
Rhodes được tặng thưởng một Ngôi sao Chiến trận do thành tích phục vụ trong Thế Chiến II.
|  |             |  |
|  | Bronze star |  |
|  |             |  |

| Dãi băng Hoạt động Tác chiến                  | Dãi băng Hoạt động Tác chiến                                                 | Huân chương Chiến dịch Hoa Kỳ                                                | Huân chương Chiến dịch Hoa Kỳ             |
| Huân chương Chiến dịch Châu Á-Thái Bình Dương | Huân chương Chiến dịch Châu Âu-Châu Phi-Trung Đông với 1 Ngôi sao Chiến trận | Huân chương Chiến dịch Châu Âu-Châu Phi-Trung Đông với 1 Ngôi sao Chiến trận | Huân chương Chiến thắng Thế Chiến II      |
| Huân chương Phục vụ Chiếm đóng Hải quân       | Huân chương Phục vụ Phòng vệ Quốc gia                                        | Huân chương Phục vụ Phòng vệ Quốc gia                                        | Huân chương Viễn chinh Lực lượng Vũ trang |